# KING OF PRISM-Your Endless Call-み〜んなきらめけ!プリズム☆ツアーズ
『KING OF PRISM-Your Endless Call-み〜んなきらめけ!プリズム☆ツアーズ』（キング・オブ・プリズム ユア エンドレス コール みーんなきらめけ プリズム ツアーズ）は、2025年に公開された日本のアニメーション映画。『プリティーリズム』シリーズの派生作品『KING OF PRISM』シリーズの6作目。略称は「キンツア」。
『プリティーリズム』シリーズ、『プリパラ』シリーズ、『キラッとプリ☆チャン』、『ワッチャプリマジ!』とのクロスオーバー作品となり、それらの『プリティーシリーズ』作品の男子キャラクターたち（プリティーボーイズ）が登場する。
本作には、4つの分岐パートがあり（「われらが青春Over The Rainbow」・「伝説のキングカップ」・「奇跡のクイーンカップ」・「夢と未来 はじまりの物語」）、公開期間中週替わりで上映される。
2025年8月22日からは『も〜っとつながる！KING OF PRISM-Your Endless Call-み〜んなきらめけ!プリズム☆ツアーズ』のタイトルで、本作の4DX・ScreenX・ULTRA 4DXでの公開が行われる。

## キャスト

### 共通
- 一条シン - 寺島惇太
- 太刀花ユキノジョウ - 斉藤壮馬
- 香賀美タイガ - 畠中祐
- 十王院カケル - 八代拓
- 鷹梁ミナト - 五十嵐雅
- 西園寺レオ - 永塚拓馬
- 涼野ユウ - 内田雄馬
- 如月ルヰ - 蒼井翔太
- 大和アレクサンダー - 武内駿輔
- 高田馬場ジョージ - 杉田智和
- 神浜コウジ - 柿原徹也
- 速水ヒロ - 前野智昭
- 仁科カヅキ - 増田俊樹
- 法月仁 - 三木眞一郎
- 氷室聖 - 関俊彦
- 黒川冷 - 森久保祥太郎
- 山田リョウ - 浪川大輔
- シャヰン - 斎賀みつき
- 神無月アヰ - 中山咲月
- 鷹梁 潮 - 小林千晃
- 天下左京 - 福西勝也
- 天下右京 - 猪股慧士
- レヴォントゥレット・ニッカネン - 宮瀬尚也
- 夢川ショウゴ - 山下誠一郎
- 三鷹アサヒ - 小林竜之
- 高瀬コヨイ - 土田玲央
- 大江戸シンヤ - 河合健太郎
- ウシミツ - 鵜澤正太郎
- マリオ - 橘龍丸
- 三枝タカヤ - 浦田わたる
- 花倉アユミ - 天月
- 伊吹橙真 - 梶原岳人
- ひゅーい - 田丸篤志
- ショウ - 近藤隆
- ヒビキ - KENN
- ワタル - 岡本信彦
- 彩瀬なる - 加藤英美里
- 赤井めが姉ぇ - 伊藤かな恵
- ラビチ - 早水リサ
- ペンギン先生/田中さん/G.o.d.・Ⅰ：Money mad God - 三宅健太
- 真田泰山 - 遊佐浩二
- 実況アナウンサー/モグチ - 立木文彦
- フェニチ - 大地葉
- アナウンサー - 千葉進歩

### 奇跡のクイーンカップ
『プリティーリズム・レインボーライブ』より
- 福原あん - 芹澤優
- 涼野いと - 小松未可子
- 蓮城寺べる - 戸松遥
- 森園わかな - 内田真礼
- 小鳥遊おとは - 後藤沙緒里
- りんね - 佐倉綾音
- 天羽ジュネ - 宍戸留美

### 夢と未来 はじまりの物語
『プリティーリズム・オーロラドリーム』&『プリティーリズム・ディアマイフューチャー』より
- 春音あいら - 阿澄佳奈
- 天宮りずむ - 原紗友里
- 高峰みおん - 榎あづさ

## スタッフ
- 原作 - タカラトミーアーツ、シンソフィア、エイベックス・ピクチャーズ、タツノコプロ
- 総監督 - 菱田正和
- 脚本 - 青葉譲
- CGディレクター - 乙部善弘
- キャラクターデザイン - 松浦麻衣
- シリーズゲストキャラクターデザイン - 原将治、川島尚、斉藤里枝、満田一、戸田さやか
- シリーズゲストキャラクター原案 - 渡辺明夫、okama、金谷有希子、梨本裕美
- マスコット設定 - 宮川知子、スタジオコメット
- 美術設定 - 高橋麻穂
- 美術監督 - Scott MacDonald
- サウンドスーパーバイザー - 小島信人
- Special Thanks - 森脇真琴
- アニメーション制作 - タツノコプロ
- 配給 - エイベックス・フィルムレーベルズ
- 製作 - KING OF PRISM Project（エイベックス・ピクチャーズ、タツノコプロ、タカラトミーアーツ、テレビ東京、日本アドシステムズ）

## 主題歌

### 共通
「ダイスキリフレイン」
一条シン（寺島惇太）による挿入歌。作詞は宮嶋淳子。作曲・編曲はYu。
「Feel Like dance -TRI-UMviratuS ver.-」
TRI-UMviratuSによる挿入歌。作詞は小室哲哉、MARC。編曲はmichitomo。
「ドラマチックLOVE」
一条シン（寺島惇太）、太刀花ユキノジョウ（斉藤壮馬）、香賀美タイガ（畠中祐）、十王院カケル（八代拓）、鷹梁ミナト（五十嵐雅）、西園寺レオ（永塚拓馬）、涼野ユウ（内田雄馬）による挿入歌。作詞は宮嶋淳子。作曲・編曲はYu。
「athletic core -合体ロボ発進！ver.- 」
Over The Rainbowによる挿入歌。作詞は三重野瞳。作曲・編曲は山原一浩。
「BE TOGETHER」
山田リョウ（浪川大輔）による挿入歌。作詞は小室みつ子。作曲は小室哲哉。編曲はmichitomo。
「survival dAnce 〜no no cry more〜」
黒川冷（森久保祥太郎）による挿入歌。作詞・作曲は小室哲哉。編曲はmichitomo。
「Get Wild」
氷室聖（関俊彦）による挿入歌。作詞は小室みつ子。作曲は小室哲哉。編曲はmichitomo。
「恋しさと せつなさと 心強さと」
法月仁（三木眞一郎）による挿入歌。作詞・作曲は小室哲哉。編曲はmichitomo。
「プラトニックソード」
シャヰン（斎賀みつき）による挿入歌。作詞は宮嶋淳子。作曲・編曲はYu。
「1/1000永遠の美学」
Callingsによる挿入歌。作詞は池畑伸人、長岡成貢。作曲・編曲は長岡成貢。
「ラブパラ! -Endless Love,Love-」
SePTENTRIONによる挿入歌。作詞・作曲は宮崎まゆ（SUPA LOVE）。編曲は賀佐泰洋（SUPA LOVE）。
「スーパー・ダーリン」
WITHによる挿入歌。作詞は児玉雨子。作曲・編曲はmichitomo。
「EZ DO DANCE -Hell's Gods' Star ver.-」
香賀美タイガ（畠中祐）&十王院カケル（八代拓） VS 大江戸シンヤ（河合健太郎）&マリオ（橘龍丸）による挿入歌。作詞・作曲は小室哲哉。編曲はmichitomo。
「BOY MEETS GIRL -SePTENTRION＆WITH ver.」
SePTENTRIONとWITHによる挿入歌。作詞・作曲は小室哲哉。編曲はmichitomo。
「Sparkling Days」
SePTENTRIONによるエンディングテーマ。作詞は宮嶋淳子（SUPA LOVE）。作曲・編曲はYu (vague)。「Over the silence ver.」「Key to my secret ver.」「Pure voice ver.」「BIG LOVE ver.」の4バージョンがあり、ルートごとに使用されている。
「Gilded Cage」
神無月アヰ（中山咲月）による挿入歌。作詞はYoung Yazzy。作曲・編曲はCasa Milà。

### ルート1『われらが青春Over The Rainbow』
「BOY MEETS GIRL Prism Boys.ver」
Over The Rainbowによる挿入歌。作詞・作曲は小室哲哉。編曲はmichitomo。
「FREEDOM」
仁科カヅキ（増田俊樹）による挿入歌。作詞は三重野瞳。作曲・編曲は山原一浩。
「Flavor」
Over The Rainbowによる挿入歌。作詞は三重野瞳。作曲・編曲は山原一浩。
「Giraギャラティック・タイトロープ」
WITHによる挿入歌。作詞は児玉雨子。作曲はmichitomo。編曲はKOJI oba。

### ルート2『伝説のキングカップ』
「ルナティックDEStiNy」
如月ルヰ（蒼井翔太）による挿入歌。作詞は宮崎淳子。作曲・編曲はYu。
「pride -KING OF PRISM ver.-」
速水ヒロ（前野智昭）による挿入歌。作詞は三重野瞳。作曲・編曲は山原一浩。
「DARKNESS SOUL」
DARK NIGHTMAREによる挿入歌。作詞はma-saya。作曲・編曲は川崎智哉。

### ルート3『奇跡のクイーンカップ』
「Vanity♥colon」
小鳥遊おとは（後藤沙緒里）による挿入歌。作詞は三重野瞳。作曲・編曲は山原一浩。
「Sweet time Cooking magic 〜胸ペコなんです私って〜」
福原あん（芹澤優）による挿入歌。作詞は三重野瞳。作曲・編曲は山原一浩。
「BT37.5」
涼野いと（小松未可子）による挿入歌。作詞は三重野瞳。作曲・編曲は山原一浩。
「Blowin' in the Mind」
森園わかな（内田真礼）による挿入歌。作詞は三重野瞳。作曲・編曲は山原一浩。
「Get music!」
蓮城寺べる（戸松遥）による挿入歌。作詞は三重野瞳。作曲・編曲は山原一浩。
「nth color」
天羽ジュネ（宍戸留美）による挿入歌。作詞は三重野瞳。作曲・編曲は斉藤恒芳。
「ハート♥イロ♥トリドリ〜ム」
彩瀬なる（加藤英美里）による挿入歌。作詞は三重野瞳。作曲・編曲は山原一浩。
「gift」
りんね（佐倉綾音）による挿入歌。作詞は三重野瞳。作曲・編曲は斉藤恒芳。
「チョコレートアイスクリーム・トルネード」
マリオ（橘龍丸）による挿入歌。作詞・作曲・編曲は川崎智哉。

### ルート4『夢と未来 はじまりの物語』
「You May Dream」
LISPによる挿入歌。作詞は池畑伸人。作曲・編曲は長岡成貢。
「Dear My Future 〜未来の自分へ〜」
Prizmmy☆による挿入歌。作詞は池畑伸人。作曲・編曲は長岡成貢。
「Don't be Afraid」
TrutHによる挿入歌。作詞はNatsume。作曲・編曲はDJ first。

## 上映スケジュール
ルート1『われらが青春Over The Rainbow』
2025年6月27日から7月3日まで。
ルート2『伝説のキングカップ』
2025年7月4日から7月10日まで。
ルート3『奇跡のクイーンカップ』
2025年7月11日から7月17日まで。
ルート4『夢と未来 はじまりの物語』
2025年7月18日から7月24日まで。
5週目からは再びルート1より週替わりで上映される。

## コラボレーション

### Paradox Live
『Paradox Live』とのコラボレーションとして、2025年7月4日に両作のキャラクターが登場するボイスドラマがYouTubeにて公開された。7月18日から24日まで本作の先付け映像としてコラボ楽曲「ドラマチックLOVE -キンパラ Special Session ver.-」（歌：一条シン〈寺島惇太〉、香賀美タイガ〈畠中祐〉、十王院カケル〈八代拓〉、鷹梁ミナト〈五十嵐雅〉、朱雀野アレン〈梶原岳人〉、矢戸乃上珂波汰〈小林裕介〉、大和憧吾〈中島ヨシキ〉、犬飼憂人〈古川慎〉）のミュージックビデオの劇場編集版が上映された。7月28日にはミュージックビデオとボイスドラマのエピローグがYouTubeにて公開され、楽曲が配信された。

### アイドルマスター SideM
『アイドルマスター SideM』とのコラボレーションが行われ、2025年8月8日から14日まで本作の先付け映像としてOver The RainbowとS.E.Mが登場するボイスドラマ「君と紡ぐ物語 ドラマ撮影編」が上映された。また、その前日談のボイスドラマが8月5日よりSNSおよびYouTubeにて公開された。一部劇場では8月11日から14日の期間に「アイドルマスター SideM スペシャルムービー 〜S.E.Mがアテンド！F＠NTASTIC COMBINATION LIVE お試しダイジェスト〜」と本作が上映されるスペシャルコラボ上映も行われた。

### ユニットメンバー
1. ↑  如月ルヰ（蒼井翔太）、大和アレクサンダー（武内駿輔）、高田馬場ジョージGS（小林竜之）
2. 1 2 3  神浜コウジ（柿原徹也）、速水ヒロ（前野智昭）、仁科カヅキ（増田俊樹）
3. ↑  ショウ（近藤隆）、ヒビキ（KENN）、ワタル（岡本信彦）
4. 1 2 3  一条シン（寺島惇太）、太刀花ユキノジョウ（斉藤壮馬）、十王院カケル（八代拓）、香賀美タイガ（畠中祐）、西園寺レオ（永塚拓馬）、鷹梁ミナト（五十嵐雅）、涼野ユウ（内田雄馬）
5. 1 2 3  夢川ショウゴ（山下誠一郎）、三鷹アサヒ（小林竜之）、高瀬コヨイ（土田玲央）
6. ↑  大江戸シンヤ（河合健太郎）、ウシミツ（鵜澤正太郎）
7. ↑  伊吹橙真（梶原岳人）、ひゅーい（田丸篤志）